# مسیر حاجیان مصری
مسیر حاجیان مصر، مسیری‌ست که توسط حاجیان مصری برای حج به کار برده می‌شد. این مسیر توسط حاجیان جاهایی که امروزه لیبی، تونس، مغرب و چندین کشور آفریقایی دیگر است و همچنین توسط حاجیان اندلس نیز به کار برده می‌شد.